# Bukit Bintang Indah
Bukit Bintang Indah is een bestuurslaag in het regentschap Aceh Tenggara van de provincie Atjeh, Indonesië. Bukit Bintang Indah telt 467 inwoners (volkstelling 2010).